# عين داروش
عين داروش أو عين الصفا أو عين محلم أو عين داريوس أو العين هي منبع مائي يقع بصفوى، شمال محافظة القطيف، بالمملكة العربية السعودية، اشتهرت بعذوبة مياهها التي تدفقت قديماً بغزارة عبر سبعة جداول تروي واحة صفوى البالغ تعداد نخيلها آنذاك 50 ألفاً. والأنهر التي كانت تتفرع منها تسمى بالقميح الذي كان يتجه نحو الشمال حيث نخيل الزعافرينيات والصبيبحات ومن بعدها حارة بارزان وقد اندثر بشكل كلي في أواخر السبعينيات الميلادية. والعوسيي المتجه نحو الشرق وكان يسقي النخيل التي يمر بها وينتهي مجراه في البحر والمضر وهو يتجه إلى الجنوب من صفوى بالإضافة إلى نهر السليسل. وقد كان يمتد من العين سبع سواق تروي النخيل والمواشي، وكانت حمّاماً يرتاده الناس للاستحمام والاستجمام، وتغسل النساء فيه أواني الطبخ وقد كان يسمع أهالي المنطقة صوت خرير ماء العين من على بعد 6 كم. عين داروش التي اشتهرت سابقاً بغزارة مياهها المتدفقة وعذوبتها غدت اليوم طلالاً يشير إلى تاريخها القديم بعد أن نضب ماؤها.

## التسمية
أخذت عين داروش العديد من المسميات، منها: عين محلم ونهر محلم، عين الصفا ونهر الصفا، وهي أسماء ذكرها الأقدمون من رحالة وجغرافيين ومؤرخين، غير أنهم لم يعطوا تحديداً لها يزيل الشك باليقين، والذي أجمع عليه أنها تقع في شرق الجزيرة العربية، وقال بعض المحدثين: إن هذه الأسماء كلها تعبر عن اسم واحد عين الداروش في صفوى القديمة.
ومن المسميات أيضاً عين الصفا وعين داريوس نسبةً لملك داريوس ملك الفرس، حيث نزل بصفوى وهي عين جوفية اشتهرت بعذوبة وقوة مائها الذي يتدفق منها بغزارة شديدة عبر سبعة أنهر ليسقي واحات ونخيل صفوى، وكانت تُسمى عين الصفا لصفاء مائها ومن إسمها أشتق الاسم الذي حملته المدينة (صفوى).

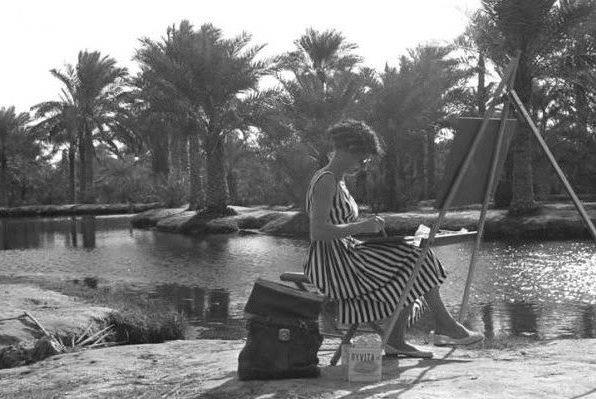
سيدة أجنبية ترسم على ضفاف عين الدروش، 1957م.

## الوصف
ذكر لويمر العين فوصفها بأنها أجود ينبوع في كل واحة القطيف، وجاء وصفها في عام 1989م بأن مساحتها الإجمالية تقدر بـ525م2، وهي ليست ذات أبعاد متساوية، ومساحة المنبع تقدر بـ64م2 ويقع في الركن الجنوبي الشرقي من العين، وإجمالي فوهاتها سبع أكبرها الواقعة في الركن الجنوبي الغربي، وتبلغ نسبة المياه المتدفقة منها 60,000 إلى 75,000 جالون في الدقيقة الواحدة، وتسيل المياه في سبعة أنهر أكبرها نهر قميح الذي يعتقد انه نهر الصفا وسمي بهذا الاسم نظراً لصفاء مائه وغزارته، ومياه العين حارة للغاية خاصة في فصل الشتاء حيث يبلغ ارتفاع أبخرتها إلى علو ثلاثة أمتار، وتميل إلى البرودة في فصل الصيف.

### الأنهار والتفرعات المائية
ويشكل كل نهر منها بعد ابتعاده عن منبعه شبكة غاية في التعقيد من التفرعات والقنوات، يصعب تتبعها، ومن المؤسف أنه لم يقم أحد بذلك، وهي تشبه في تشابكها جذور النخلة، وإن وصفها في وقتنا الراهن لهو أكثر استحالة من السابق حيث إن غالبية معالمها قد اندثرت وانمحت تفاصيلها.
1. الصفا (قميح): وهو أكبرها، ويقع في الركن الشمالي الغربي من العين وكان له القيمة الكبرى عند كل أهالي صفوى الذين شاهدوه، ويبلغ طوله التقريبي بكافة كسراته من نقطة بدايته بالركن الشمالي الغربي من حوض العين إلى منطقة الجوايز ما يقارب 2 كم و 125م، وبعمق يتراوح بين المتر والمتر والنصف، وعرض ما بين الأربعة أمتار والمترين. أما القنوات أو الترع التي على جانبيه فعددها 13 قناة، وذلك بعد استثناء الجوايز وهي ثلاث تشكل كل منها عدة قنوات بما فيها النهر قد امتحت ولم يعد أي أحد أن يميز موقع أي منها، وكل المزارع التي كانت على يمين ويسار النهر قد تحولت إلى مساكن.[1]

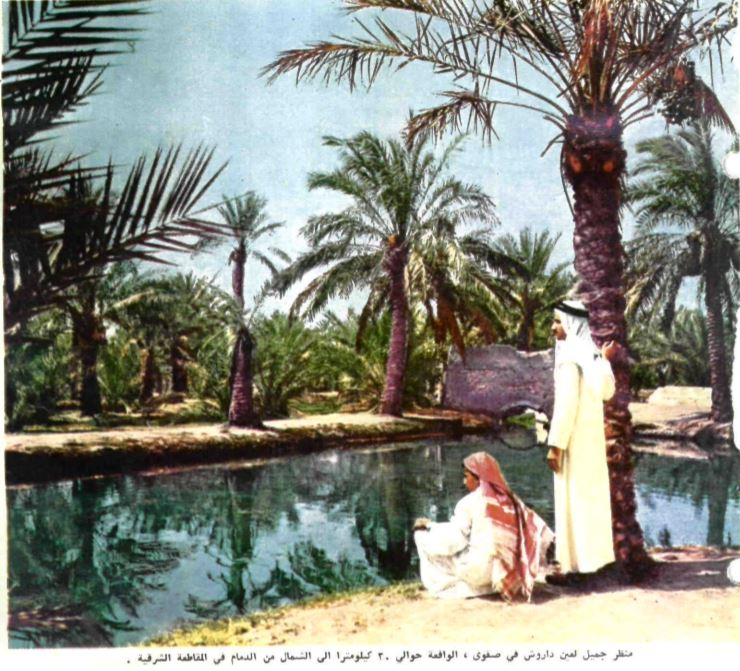
منظر لعين داروش سنة 1957م.

2. منظر لعين داروش سنة 1957م.شلال العوسجي: ويقع في الركن الشمالي الشرقي مائلاً نحو الجنوب وهو ثاني الأنهر وهو ثاني نهر يشتق من الداروش، يقع في الركن الشمالي الشرقي من المنبع، ويمتد من الشمال إلى الجنوب بنحو 26م ثم يتجه إلى الشرق مكوناً نصف دائرة حتى يصل إلى مسافة تتراوح ما بين 4 إلى 6 أمتار، ثم يتفرع إلى خمس قنوات، وكل قناة من هذه القنوات تتفرع هي الأخرى إلى عدة قنوات إلى أن تلتقي آخر الأخر في منطقة الدبية وتفرغ مياهها في البحر.
3. سليسل: ثالث نهر يتفرع من الداروش من حيث العرض والعمق، ويقع في اتجاه الشمال مائلاً نحو الشرق وعلى بعد 2 كلم تتفرع منه خمس قنوات كلها تأخذ باتجاه الشرق والشمال الشرقي والجنوب الشرقي، وتأخذ أشكالاً متعرجة حتى تلتقي آخر الأمر في شرقي صفوى «الدبية» وتفرغ المياه في البحر، وموقع هذا النهر في شمال العين.[1]
4. مضر: ويقع في الركن الجنوبي الشرقي من المنبع وتسقي مياهه بعض منطقة الطفوف ومن ثم يتفرع إلى شعبتين واحدة تتجه شرقاً والأخرى جنوباً، وتخلط مياهها بمياه الطفوف.
5. المسلميات: في اتجاه الشرق منحرفاً شمالاً قليلاً ويخترق هذا المجرى منطقة الشريه في وسطها ويفرغ مياهه آخر الأمر في نهر العوسجي وبعض ترع سليسل.[1]
6. الطفوف: وهو السادس في الترتيب، ويتخذ الاتجاه الجنوبي الشرقي وتعتبر هذه القناة هي النهر الرابع من حيث غزارة المياه والسعة، وما يكاد يتعدى جنوب مسجد العباس، وهو من المساجد القديمة في صفوى، حتى يتفرع إلى شعبتين: واحدة باتجاه الشرق والأخرى باتجاه الجنوب، وأخيراً تفرغ مياهها في كل من قنوات العين الجنوبية والعتيقة.[1]
7. الغراريف: وهو أصغر حجماً، ويقع في منتصف حوض العين تقريباً من ناحية الشرق وتقتصر مياهها على غرافة الزهراء الواقعة شرق المسجد المعروف بمسجد الزهراء أو العين الشرقية الواقعة على يمين نهر العوسجي، وهذه القناة تنساب فيها مياه الداروش وتقع شرق المنبع مباشرة.[1] وإضافة إلى هذه الأنهر السبعة التي تسيل فيها مياه العين هناك قصرة بالقرب من التنور المنبع شرقاً، تستخدم عندما يراد غوص العين بهدف تخفيف ضغط الماء.[1]

## معرض صور

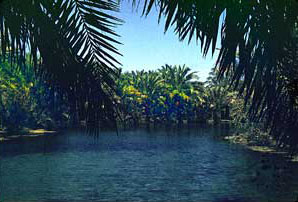
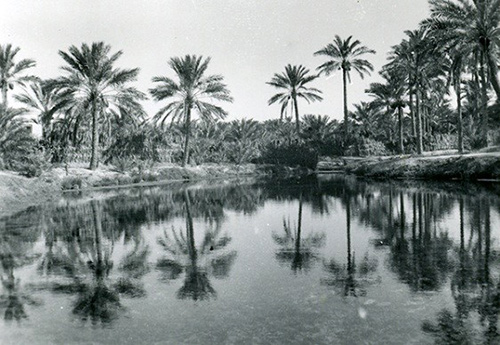
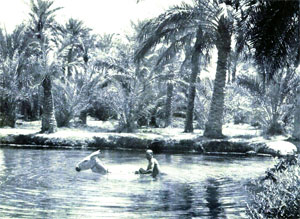
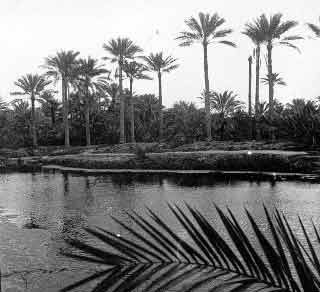
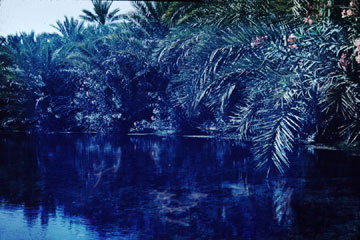
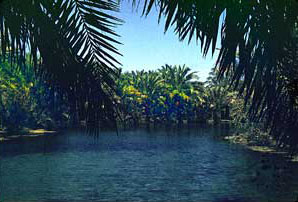